# Steirastoma coenosum
Steirastoma coenosum es una especie de escarabajo del género Steirastoma, familia Cerambycidae. Fue descrita científicamente por Bates en 1862.
Se distribuye por Bolivia, Brasil, Colombia, Costa Rica, Ecuador y Panamá. Posee una longitud corporal de 19,5-21,2 milímetros. El período de vuelo de esta especie ocurre en los meses de julio, agosto y septiembre.